# 大冲乡 (吉安县)
大冲乡，是中华人民共和国江西省吉安市吉安县下辖的一个乡镇级行政单位。

## 行政区划
大冲乡下辖以下地区：
草结桥村、森塘村、东汶村、冻头村、性田村、下沔村、大冲村、鹤江村、新溪村、铺下村、大沙村和前村。